# Calendario Newgate

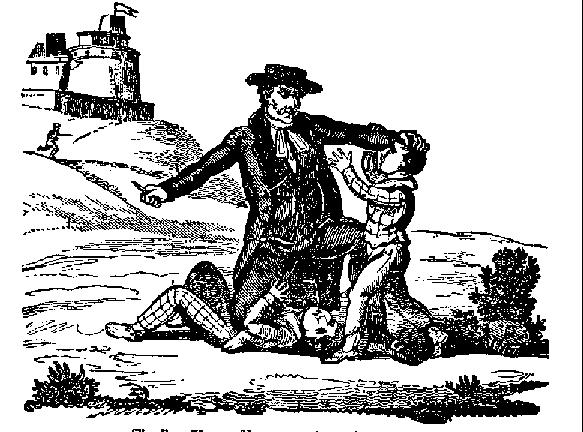
Imagen de un asesino de niños, Thomas Hunter, ajusticiado en agosto de 1700, de The Newgate Calendar

El Calendario Newgate (The Newgate Calendar en inglés), subtitulado “El sangrante registro de los malhechores”, fue una obra popular de literatura inglesa de los siglos XVIII y XIX.
Originalmente fue un boletín mensual de ajusticiamientos producido por el vigilante de la prisión de Newgate de Londres. Del título de calendario se apropiaron otros editores que añadieron capítulos biográficos notorios sobre criminales como Sawney Beane, Dick Turpin, John Wilkes y Moll Cutpurse.
Las primeras historias de esta obra comenzaron a aparecer a mediados del siglo XVIII y en 1774 apareció una edición de cinco volúmenes encuadernados que posteriormente se convirtió en la edición estándar con el nombre de “El calendario de Newgate”: Que incluye interesantes memorias de los personajes más notorios que han sido condenados por atrocidades contra las leyes de Inglaterra desde el comienzo del siglo XVIII; con anécdotas y últimos comentarios de los condenados.
Una nueva versión se publicó en 1824 por Andrew Knapp y William Baldwin y otra en 1826, bajo el título de “El nuevo calendario de Newgate”.